# Михаїл (Десницький)
Митрополит Михаїл (світське ім'я Матвій Михайлович Десницький; *8 листопада 1761, Топоркова — †24 березня 1821, Санкт-Петербург) — єпископ Російської православної церкви, Митрополит Новгородський і Санкт-Петербурзький, Естляндський і Фінляндський. Першенствующий член Святійшого урядового Синоду. Богослов і проповідник, автор ряду богословських творів; член Академії Російської (1802).

## Біографія
Народився в сім'ї сільського паламаря. Закінчив Троїцьку духовну семінарію, вивчав богословські науки в Московській духовній академії.
У 1785 році возведений в ієрея до церкви Іоанна Воїна в Москві.
У 1796 році переведений в придворну церкву Зимового Палацу.
У 1799 році прийняв чернечий постриг і призначений придворним ієромонахом. 6 грудня того ж року — архімандрит Юр'єва монастиря і законовчитель в 1-му Кадетському корпусі.
20 червня 1802 хіротонізований на єпископа Староруського, вікарія Новгородської єпархії.
18 грудня 1803 переведений єпископом Чернігівським і Ніжинським.
18 листопада 1806 — архієпископ.
У 1813 році переїздить назад на Московщину, до Санкт-Петербурга; з 30 серпня 1814 — член Святійшого Синоду та Комісії духовних училищ.
З 15 лютого 1815 по 7 лютого 1816 керував Псковською єпархією, залишаючись архієпископом Чернігівським.
З 26 березня 1818 року митрополит Санкт-Петербурзький, Естляндську і Фінляндський, з 25 червня того ж року — митрополит Новгородський, Санкт-Петербурзький, Естляндську і Фінляндський, священноархімандрит Олександро-Невської лаври.
Як і ряд інших ієрархів тієї епохи, перебував у конфлікті з впливовим міністром духовних справ і народної освіти князем А. М. Голіциним, який насаджував ідеї християнського універсалізму; незадовго до своєї кончини скаржився на нього імператору Олександру I.
Помер 24 березня 1821.